# 孙学龙
孙学龙（1966年10月—），安徽金寨人，汉族，中国农工民主党党员。中华人民共和国政治人物、第十三届全国人民代表大会安徽地区代表。

## 生平
2018年2月24日，当选为第十三届全国人大代表。
孙学龙因在脱贫攻坚战中作出突出贡献，在2021年2月25日全国脱贫攻坚总结表彰大会上被授予“全国脱贫攻坚先进个人”荣誉称号。